# Konklúziójelzők
A konklúziójelzők a természetes nyelven előadott érvelés logikai szerkezetének (a premisszák és a konklúziók közötti viszony) rekonstruálása során a konklúzió azonosítását szolgáló tartalmi, kifejezésbeli eszközök (pl. kérdések, kifejezések, szavak, argumentatív performatív kifejezések).
Egy hétköznapi nyelven előadott megnyilatkozás vagy szöveg logikai elemzéséhez először a benne szereplő következtetések logikai szerkezetét – a premisszák és a konklúzió(k) között fennálló logikai kapcsolatokat – kell feltárni. Ennek első lépése a konklúzió(k) felismerése. Összetettebb érvelésben a végkövetkeztetésen kívül számolhatunk részkonklúziókkal is, vagyis az egyes konklúziójelzők e közbülső lépéseket is azonosíthatják.
A konklúziójelzők egyéb tartalmi és formai elemekkel (pl. cím, alcím, szövegfej, absztrakt stb.) együtt segítenek megtalálni a konklúzió(ka)t. Többféle formában járulhatnak hozzá az érvelés azonosításához:
A kérdések különösen hasznosak az érvelés kimondatlan (implicit) konklúzióinak feltárásához (de természetesen jól alkalmazhatók a kimondott (explicit) konklúzió azonosításához is):
- Miről akar meggyőzni a szerző?
- Mit bizonyít a szöveg?
- Mi a következtetés?
- Mi következik az elmondottakból?
- Mi a szerző tétele, állítása?

Bizonyos szavak, kifejezések mint konklúziójelzők:
- tehát
- következésképpen
- a fentiekből folyik/következik
- a korábbiak folyományaként
- innen adódik
- mindezek után világos, hogy
- az előbbiek alapján látható, hogy
- mindent összevetve
- összességében
- végeredményben
- ennek megfelelően
- ezért (aztán)
- eszerint
- így (aztán)
- vagyis
- azaz
- egyszóval
- ebből (adódik)
- arra jutunk, hogy
- azt kapjuk, hogy

Argumentatív performatív kifejezések mint konklúziójelzők:
- Állítom/ megállapítom, hogy…
- Álláspontom az, hogy...
- A mellett érvelek, hogy...
- A továbbiakban bizonyítom/ megmutatom, hogy…
- Az alábbi érveket hozom fel/ a következőkkel érvelek amellett, hogy...
- Azt a konklúziót vonhatjuk le, hogy...
- Arra a következtetésre jutunk/juthatunk, hogy...
- Tagadom/visszautasítom, hogy…
- Cáfolni kívánom, hogy...

A konklúziójelzőket (a fenti szavakat, kifejezéseket illetve kérdéseket) – akár implicite, akár explicite - követő állítás általában a szövegrészletben szereplő érvelés konklúziója, így pl. a kérdéseinkre adott válasz vagy az (argumentatív performatív) kifejezéseket a szövegben valóban követő kijelentés.